# شهريار خان
شهريار محمد خان (بالأردية: شہریار محمد خان) (29 مارس 1934 - 23 مارس 2024)، دبلوماسي باكستاني، كان سفيرًا لباكستان لدى كل من المملكة الأردنية الهاشمية (1976 - 1982) والمملكة المتحدة (1987 - 1990) وفرنسا (1999 - 2002)، ثم شغل منصب وزير خارجية باكستان بين عامي 1990 و1994، ثم كان ممثلًا خاصًا للأمين العام للأمم المتحدة في رواندا (1994 ـ 1996)، وهي التجربة التي أنتجت كتابه "قبور رواندا السطحية" (بالإنجليزية: Shallow Graves of Rwanda). شغل منصب رئيس الاتحاد الباكستاني للكريكيت عدة مرات متفرقة منذ أغسطس 1999، كما ترأس المجلس الآسيوي للكريكيت سنة 2016.

## وفاته
توفي في لاهور في 23 مارس 2024، عن عمر ناهز التاسعة والثمانين، ودُفن في دار بوبال في بلدة ملير بكراتشي.